# Ruth Henig
Pour les articles homonymes, voir Henig.
Ruth Beatrice Henig, née Ruth Beatrice Munzer le 10 novembre 1943 à Leicester et morte le 29 février 2024, est une historienne britannique et une femme politique du Parti travailliste.

## Famille
Ruth est la fille de Kurt et Elfrieda Munzer, des réfugiés juifs venus des Pays-Bas au Royaume-Uni en 1940. Elle épouse en 1966 son collègue universitaire Stanley Henig, qui devient peu de temps après député travailliste. Ils ont deux enfants et divorcent en 1993. Leur fils, Simon Henig, est chef du conseil du comté de Durham, président de la North East Combined Authority et chargé de cours en politique à l'université de Sunderland. Ruth s'est remariée en 1994 à Jack Johnstone.

## Carrière académique
Ruth Henig fait ses études à la Wyggeston Girls Grammar School de Leicester et au Bedford College de Londres, où elle obtient son diplôme en 1965 avec un BA en histoire. Elle obtient un doctorat en histoire de l'université de Lancaster en 1978, où elle est chargée de cours en histoire européenne moderne. Elle écrit plusieurs livres et brochures sur l'histoire internationale du XXe siècle.
Elle est doyenne de la Faculté des arts et des sciences humaines de 1997 à 2000 et, en avril 2006, elle est l'une des six personnes à recevoir les premières bourses honorifiques de l'université de Lancaster.

## Carrière politique
Henig est membre travailliste du Conseil du comté de Lancashire de 1981 à 2005, et présidente du Conseil de 1999 à 2000. Elle est également présidente de la police du Lancashire de 1995 à 2005 et présidente de l'Association des autorités policières de 1997 à 2005. Elle est également membre du National Criminal Justice Board de 2003 à 2005.
Aux élections générales de 1992, elle se présente comme candidate travailliste à l'ancien siège parlementaire de son mari à Lancaster. Elle est battue par la députée conservatrice Elaine Kellett-Bowman, mais réduit la majorité conservatrice à un peu moins de 3 000 voix , contre 6 500 en 1987 .
Ruth Henig est faite commandeur de l'ordre de l'Empire britannique en 2000 pour des services à la police, et en 2002 est nommée lieutenant adjoint pour Lancashire.
Elle est créée pair à vie le 8 juin 2004 en tant que baronne Henig, de Lancaster dans le comté de Lancashire. Elle est vice-présidente de la Chambre des lords en 2015.
En juin 2013, la baronne Henig reçoit le prix de l'Association of Security Consultant's Award, qui fait partie du prix Imbert du nom de l'ancien commissaire de la police métropolitaine et du Lord Lieutenant of Greater London. Dans le cadre d'une première dans l'industrie, le prix, décerné à la personne ayant apporté la contribution la plus notable au secteur de la sécurité l'année précédente, est partagé avec Don Randall, responsable de la sécurité à la Banque d'Angleterre ,.
Le 20 décembre 2006, le ministre de l'Intérieur John Reid, nomme Lady Henig présidente de la Security Industry Authority (alias la «SIA») , un organisme public non ministériel chargé de réglementer le secteur de la sécurité privée. Après avoir démissionné de la présidence de la SIA après six ans en mars 2013, la baronne continue de travailler à la construction d'une voix unifiée pour l'industrie en étant nommée présidente du Security Institute en avril 2016. Elle est désormais présidente non exécutive de la société britannique SecuriGroup et, à compter de mars 2019, présidente du registre des professionnels de la sécurité agréés.